# Иерофей (Петрович)
Епи́скоп Иерофе́й (серб. Епископ Јеротеј, в миру Ни́кола Пе́трович, серб. Никола Петровић; род. 15 августа 1971, Сремска-Митровица, САК Воеводина) — архиерей Сербской православной церкви, епископ Шабацкий (с 2022).

## Биография
Окончил начальную школу в Мачванска-Митровице и среднюю школу в Сремска-Митровице. После окончания средней школы в 1990 году поступил на факультет электротехники в Белграде. В 1997 году окончил Высшую школу электротехники в Белграде.
В 1998 году после службы в армии он вступил в братство монастыря Ковиль. В 1999 году как послушник монастыря Святых Архангелов в Призрене поступил на богословский факультет Белградского университета. Во время учёбы 21 ноября 2003 года епископом Бачским Иринеем (Буловичем) пострижен в монашество с наречением имени Иерофей. В 2009 году окончил богословский факультет.
После окончания богословского факультета по благословению епископа Иринея поехал в Афины изучать греческий язык и музыку. Изучал церковную музыку в Афинах в течение двух лет, а в 2011 году получил диплом церковного певца в Афинской консерватории в классе профессора Ликурга Ангелопулоса, архонта-протопсалта Великой церкви в Константинополе. В 2011 году окончил школу церковной музыки Афинской архиепископии при храме Живоносного Источника в Афинах в классе профессора Константина Ангелидиса по специальности преподаватель церковной музыки.
В том же году по благословению епископа Бачского Иринея основал школу церковного пения имени святого Иоанна Дамаскина в церковном муниципалитете Нови-Сад, где преподавал церковное пение и историю церковной музыки, следуя примеру подобных школ в Греции.
В том же 2011 годy поступил в аспирантуру по церковной музыке у профессора доктора Георгия Константинуа в школе византийской музыки Никейской митрополии в Афинах, которую он успешно окончил в 2013 году. Одновременно с обучением в аспирантуре церковной музыки в 2011 году поступил в докторантуру богословского факультета.
29 июня 2014 года в монастыре Ковиль был рукоположён в сан иеродиакона епископом Егарским Порфирием (Перичем), а 9 декабря 2018 года там же епископом Бачским Иринеем (Буловичем) — в сан иеромонаха.
Архиерейский синод Сербской православной церкви 29 мая 2021 года избрал его титулярным епископом Топличским.
21 июня 2021 года в русской церкви Святой Троицы на Ташмайдане, подворье Русской православной церкви в Белграде, патриархом Сербским Порфирием был возведён в сан архимандрита.
4 июля 2021 года в храме Святого Саввы в Белграде состоялась его архиерейская хиротония, которую совершили патриарх Порфирий, архиепископ Охридский и митрополит Скопский Иоанн (Вранишковский), епископ Сремский Василий (Вадич), епископ Будимский Лукиан (Пантелич), епископ Банатский Никанор (Богунович), епископ Бачский Ириней (Булович), епископ Британско-Скандинавский Досифей (Мотика), епископ Враньский Пахомий (Гачич), епископ Зворникско-Тузланский Фотий (Сладоевич), епископ Милешевский Афанасий (Ракита), епископ Рашско-Призренский Феодосий (Шибалич), епископ Крушевацкий Давид (Перович), епископ Славонский Иоанн (Чулибрк), епископ Тимокский Иларион (Голубович), епископ Нишский Арсений (Главчич), епископ Аустралийско-Новозеландский Силуан (Мракич), епископ Осечкопольский и Бараньский Херувим (Джерманович), епископ Валевский Исихий (Рогич), епископ Стобийский Давид (Нинов), епископ Ремезианский Стефан (Шарич) и епископ на покое Георгий (Джокич).
21 мая 2022 года решением Священного Архиерейского собора избран епископом Шабацким. 18 сентября 2022 года состоялся чин его интронизации.